# سوسک فیلی
سوسک فیلی (نام علمی: Elephant beetle) گونه‌ای سوسک کرگدنی است.

## فهرست زیرگونه‌ها
- Megasoma elephas elephas Fabricius, 1775
- Megasoma elephas iijimai Nagai, 2003
- Megasoma elephas occidentalis Bolívar et al. , 1963